# Anoplodactylus hwanghaensis
Anoplodactylus hwanghaensis är en havsspindelart som beskrevs av Kim, I.H. och J.-S. Hong 1986. Anoplodactylus hwanghaensis ingår i släktet Anoplodactylus och familjen Phoxichilidiidae. Inga underarter finns listade i Catalogue of Life.